# Городище (Литинский район)
Городи́ще (укр. Городище) — село на Украине, находится в Литинском районе Винницкой области.
Код КОАТУУ — 0522486403. Население по переписи 2001 года составляет 1273 человека. Почтовый индекс — 22347. Телефонный код — 4347.
Занимает площадь 0,286 км².
В селе действует храм Святой Параскевы Литинского благочиния Винницкой епархии Украинской православной церкви.

## История
В 1946 году указом ПВС УССР село Вонячин переименовано в Городище.

## Адрес местного совета
22344, Винницкая область, Литинский р-н, с. Сосны, ул. Центральная, 8